# Station Hucisko
Station Hucisko is een spoorwegstation in de Poolse plaats Hucisko.